# Skifergas
Skifergas er naturgas (metan) der ligger nogle kilometer ned i undergrunden i det lag der kaldes alunskifer.
I modsætning til mere konventionelle naturgasforekomster, hvor gassen er fanget i en porøs og permeabel reservoirbjergart, som typisk har en veldefineret udstrækning, ligger skifergassen inde i uigennemtrængelige skifersten, som er overlejret af en så kaldt cap rock (typisk lersten). Denne har som regel en underliggende vandkontakt.
For at indvinde skifergas anvendes en gasstimuleringsteknik ved navn Hydraulisk frakturering (også kaldet fracking). Ved fracking pumpes store mængder sand og vand blandet med kemikalier ned i alunskiferen, der derved sprækker, så metangas frigives og kan føres op gennem boringen med returvandet.
I Danmark har det franske olieselskab Total i partnerskab med Nordsøfonden fået licens til efterforskning og indvinding af skifergas i et område af 5.000 km2 i Nordjylland og Nordsjælland. Indvinding af skifergas er blevet forbudt i lande som Tyskland, Frankrig, Sydafrika og Bulgarien, pga. dets naturskadelige effekter. De eneste lande, der i 2015 producerede skifergas i kommercielt omfang, er USA, Canada og Kina.
Amerikanske erfaringer viser, at der ved skifergasproduktion også udledes metan til atmosfæren. Den amerikanske miljøstyrelse skønner, at metanudslippet er op mod 3 %. Metangas er en langt stærkere drivhusgas end CO2.

## Naturskadelige effekter
Ved hydraulisk frakturering i USA har man brugt over 700 forskellige kemikalier, hvoraf mange er giftige, mutagene samt allergi- eller kræftfremkaldende. Det franske olieselskab Total og deres partner Nordsøfonden vil ikke på forhånd fortælle, hvilke kemikalier de vil bruge. Selvom boringen går flere kilometer ned i undergrunden passerer det kemikaliefyldte vand både på vej ned og på vej op grundvandszonen inde i stålforerør. I USA skønnes det at 15-25% af alle boringerne er utætte. I USA er metangasforureningen visse steder så alvorlig, at postevandet i hanerne kan antændes med en lighter. Det har dog siden vist sig at gassen i vandet intet havde med fracking at gøre, men må være naturligt forekommende metangas. Naturligt forekommende metangas i Danmark er et udbredt fænomen specielt i Nordjylland.[kilde mangler]
Også overfladevand, søer og åer kan forurenes, når vandet fra den hydrauliske frakturering vender tilbage til overfladen. I USA har man flere steder opbevaret vandet i åbne reservoirs, således at giftige stoffer har forurenet luft og overfladevand.
Alunskifer indeholder tungmetaller og radioaktive stoffer såsom uran i så stort omfang, at man i Sverige udvandt uran fra alunskifer i 1960'erne. Når vandet kommer return til jordoverfladen, kan det derfor være, at det er så forurenet og radioaktivt, at det skal behandles som farligt eller radioaktivt affald. I USA er der eksempler på borerester, der er 25 gange så radioaktivt som baggrundsstrålingen. Ifølge Total og Nordsøfonden skal der til hver hydrauliske frakturering bruges 10-15 millioner liter vand.
Selvom hydraulisk frakturering i sagens natur foregår i undergrunden, forandrer indvindingen det omkringliggende landskab betydeligt. Dette hænger primært sammen med, at mængden af skifergas er relativt lille ved hver boring og indvindingen derfor er afhængig af etableringen af tilsvarende mange boreplatforme. Ifølge Martin Lidegaard forventer man at udføre 2-4 boringer pr. km2. Det betyder at det 3.000 km2 store område i Nordjylland potentielt vil få tusindvis af boreplatforme – og noget tilsvarende i Nordsjælland. Til hvert borehul skal der anlægges veje, så lastbiler kan fragte de store mængder kemikalier, vand og sand, der bruges til den hydrauliske frakturering, hen til boreplatformen. Desuden anlægges gasledninger i området, hvori skifergassen transporteres. Ved hver platform rejses boretårne. en indvinding af skifergas i Danmakr vil dog ikke blive lavet efter amerikanske foreskrifter, men gjort på samme måde som i Nordsøen. Så selvom der i undergrunden skal bruges mange boringer vil de blive placeret på parceller og derfra afbøjet ud til deres målområde i undergrunden.
Fracking kan udløse mindre jordskælv. Skælvene kan ikke mærkes i jordoverfladen og ligger fra 1-3 på Richterskalaen, men de er store nok til at øge risikoen for gasudslip.

## Skifergas i Danmark
Det amerikanske energiagentur, EIA, anslog i sommeren 2013, at ressourcerne i den danske undergrund potentielt rummer 906 mia. kubikmeter naturgas.. Et nyt estimat er foretaget af USA’s nationale geologiske undersøgelser, USGS, i december 2013, som med en ny rapport konkluderer, at Danmark kan have omkring 186 milliarder m3 naturgas til rådighed til udvinding. Det svarer omtrent til den mængde gas, der er udvundet fra den danske del af Nordsøen over 39 år i perioden 1972 til 2011, hvilket potentielt kan betyde hundredvis af milliarder i indtægter til den danske stat. USGS anbefaler, at der foretages prøveboringer i Danmark for at kvalificere de geologiske data yderligere.
Den danske stat har givet licens til efterforskning to steder i Danmark, henholdsvis i Nordjylland og i Nordsjælland. Ifølge Energistyrelsen ses skifergas som et muligt bindeled, der kan sikre dansk forsyningssikkerhed og udfasning af bl.a. kul som energikilde, indtil Danmark har gennemført en omstilling til vedvarende energi . Det er det franske olieselskab Total, der i samarbejde med det statsligt ejede Nordsøfonden har planer om indivind af skifergas. I Totals eget hjemland, Frankrig, er hydraulisk frakturering derimod blevet forbudt.
Selvom Total ifølge dem selv har strenge sikkerhedskrav og ikke mener, at der kan gå noget galt i indvindingen af skifergas, har de før været med om uheld. I marts 2012 var en fejlboring på et af Totals gasanlæg i Nigeria skyld i et så kaldt blow-out, en eksplosiv udledning af metangas, som efterfølgende forurenede mange vandforsyningsboringer i området. Samme måned skete endnu et uheld i Nordsøen, hvor en sky af metangas i flere dage truede med at eksplodere over boreplatformen, og flere hundrede oliearbejdere måtte evakueres.

### Modstand mod indvinding
En række miljøorganistioner bl.a. Danmarks Naturfredningsforening  og Skifergas Nej Tak  mener, at indvindingen af skifergas kan skade miljøet, bl.a. fordi der, i forbindelse med fraktureringsprocessen, under stort tryk, sendes store mængder vand blandet med kemikalier ned i undergrunden, i visse tilfælde forbi grundvandsdepoterne. Den grønne tænketank Concito vurderer, at risikoen for grundvandsforurening som følge af hydraulisk frakturering er begrænset i Danmark, da der vil være en afstand på mindst 2,5 kilometer mellem grundvandet og eventuelle fraktureringer, som sker i dybder på ca. 4.000 meter .

## Markedsforhold
I 2009 forventede det europæiske elmarked at 2015-priserne for el ville være 45 øre/kWh, og elselskaberne byggede mange kraftværker, især til gas. Men prisen viste sig at blive 17 øre/kWh, især pga. amerikansk skifergas der pressede markedsprisen på kul. Også atomkraft har svært ved at konkurrere med skifergas. Ændringen i markedsudvikling har betydet store tab i elselskabernes regnskaber. Kun selskaber med beholdninger af udenlandske vindmølleparker, især offshore, har overskud.